# أم (مسلسل)
أم (بالإنجليزية: Mom)‏ هو مسلسل[ ؟ ] أمريكي من نوع المسرحيات الهزلية، بُث لأول مرة بتاريخ 23 سبتمبر 2013 على سي بي إس. تم إنشاء السلسلة من طرف شاك لوري، إيدي جوروديتسكي وجيما بيكر، في حين تكلف وارنر بروس بعملية التوزيع. شارك في البطولة مجموعة من النجوم على غرار آنا فاريس، أليسون جاني، مات إل. جونز، سبنسر دانيلز، فرينش ستيوارت، ويليام فيكنر، جايمي بريسلي ثم ميمي كينيدي التي تظهر في أدوار داعمة.
عموما، فقد تلقت السلسلة مراجعات إيجابية في جميع أنحاء عرضها. كما تم الإشادة بكل من جاني وفاريس على العروض المقدمة، وقد حصلا على العديد من الجوائز مع جاني بعد أن فاز بجائزة الإيمي برايم تايم.
تلق العرض درجات وتقييمات عالية، وقد ارتفعت تدريجيا من الموسم الأول مرورا بالثاني مع متوسط مشاهدين بلغ 11.79 مليون. مما جعل سي بي إس تجدد المسلسل من خلال عرض موسم ثالث له بتاريخ 5 نوفمبر 2015. ثم أعلنت مجددا نفس الشركة عن تاريخ إصدار الجزء الرابع (25 مارس 2016)
في 23 مارس عام 2017 أعلنت سي بي إس عن نيتها تجديد السلسلة لموسم خامس، ومن المقرر أن العرض الأول سيكون بتاريخ 2 نوفمبر عام 2017.

## ملخص
يتناول المسلسل قصة الأم الوحيدة كريستي بلانكيت (آنا فاريس) والتي تخوض معركة صعبة من أجل التخلص من إدمان الكحول وتعاطي المخدرات، لذلك تقرر إعادة بناء حياتها في نابا؛ حيث تعمل هناك كنادلة وتواضب على الحضور لاجتماعات مدمني الكحول المجهولين. والدتها بوني بلانكيت (أليسون جاني) هي أيضا تحاول التعافي من المخدرات والإدمان على الكحول. كما تتناول السلسلة مجموعة مم مواضيع وقضايا الحياة الواقعية مثل إدمان الكحول، حمل المراهقات، السرطان، التشرد، إدمان القمار، العنف المنزلي، الموت، الاغتصاب، إدمان المخدرات، الانتكاس وتناول الجرعات الزائدة.

## بطولة
| الممثل            | الدور                | الشخصية |
| ----------------- | -------------------- | --- |
| آنا فاريس         | كريستي جولين بلانكيت | هي أم وحيدة تحاول التخلص من شرب الكحول، ولا تزال تكافح إدمان القمار، حيث أنها تسعى إلى أن تكون نموذجا جيدا لابنها روسكو، واستعادة ثقة ابنتها فيوليت، التي تكشف أنها حامل في الحلقة الأولى. بالإضافة إلى أنها تحاول تسوية خلافات في علاقتها مع والدتها بوني التي لم تحسن تربيتهت حيث أنها هي نفسها تدخن، وتشرب الكحول ثم تلعب القمار. تزداد مصائب كريستي عندما تكتشف في وقت لاحق أن والدها البيولوجي مجهول لذلك تحاول البحث عنه ومعرفة هويته الحقيقية |
| أليسون جاني       | بوني بلانكيت         | هي والدة كريستي، بهيجة نوعا ما وغير مهتمة بالحياة، كما أنها مدمنة كحول تحاول التعافي بعد إصرار من ابنتها. تحاول يائسة استعادة ثقة ابنتها، التي كانت غير قادرة على تربيتها ورعايتها بشكل صحيح. مع الوقت والكثير من العلاج، تمكنت بوني من إيجاد التوازن وتحاول الآن اللحاق بالركب، كاشفة لكريستي الماضي، بما في ذلك حقيقة والدها الحقيقي ودلها على كيفية العثور عليه.                                                                                  |
| سادي كالفانو      | فيوليت بلانكيت       | ابنة كريستي، وشقيقة روسكو. كانت ذكية وواثقة من نفسها، على الرغم من اضطراب مع والدتها التي لم يكن لديها الوقت لرعاية أطفالها وفشلها في الوفاء الحقيقي الأمومي، على الرغم من كونها واقعية لبعض الوقت. |
| نيت كوردري        | جبرائيل              | مدير المطعم الذي تعمل فيه كريستي، متزوج لكنه يعاني من استبداد زوجته. |
| مات إل. جونز      | باكستر               | زوج كريستي السابق ووالد روسكو، يعاني من عدم الاستقرار في علاقاته الاجتماعية وفي حياته بصفة عامة، حيث أنه غير قادر على الحفاظ على علاقة جدية أو عمل ثابت لفترة أطول من شهر. يحب الحياة السهلة والبسيطة، لكنه كثيرا ما يقوم بصفقات احتيالية لكسب المال. على الرغم من كل عيوبه هذه إلا أنه الأب المحب الذي يأتي عادة من خلال ابنه. |
| فرينش ستيوارت     | الشيف رودي           | رئيس الطهاة في المطعم حيث كريستي تعمل كنادلة. هو رجل مهيمن وصعب نوعا ما كما أنه عصامي، رودي متميز في علاقاته مع الآخرين، لكنه متبجح ومتغطرس، غالبا ما يصرخ في مرؤوسيه دون تنميق أو تلفيق للكلمات. |
| سبنسر دانيلز      | لوك                  | هو ضيف الموسم 4، طالب شاب يحب الاستمتاع بالحياة والمغامرة. تعرفت على فيوليت وحملت منه، لكنه لا يهتم لأمرها فهو يدخن الماريجوانا في كثير من الأحيان، ولكنه يحاول دائما أن يثبت لكريستي أنه ليس مجنونا كما يبدو: في الحقيقة فهو يحب فيوليت ويحاول البقاء إلى جانبها أطول فترة ممكنة ودعمها طوال فترة الحمل. |
| بليك جيرت روزنتال | روسكو                | ابن كريستي من باكستر وشقيق فيوليت، هو غبي نوعا ما لكنه يحب والده كثيرا، ويعتبره قدوة له. |
| ميمي كينيدي       | مارجوري ارمسترونغ    | صديقة قديمة لكريسيت، تعاني من العديد من المشاكل مع الكحول والمخدرات، وهي الآن تواجه أكبر تهديد بعد تشخيص إصابتها بسرطان الثدي. تلتقي فيكتور من خلال كريستي تم تتزوج به لاحقا. |
| جايمي بريسلي      | جيل كيندال           | |
| بيث هال           | ويندي هاريس          | مرأة رصينة، لكنها كثيرا ما تبكي وتذرف الدموع، عموما فهي ممرضة وعضو فس جمعية منسا الدولية. |
| ويليام فيكنر      | آدم جانيكوسكي        | الحبيب الجديد لبوني |

## الحلقات
| الموسم | الموسم | عدد الحلقات | البث الرسمي    | البث الرسمي   |
| الموسم | الموسم | عدد الحلقات | بداية الموسم   | نهاية الموسم  |
| ------ | ------ | ----------- | -------------- | ------------- |
|        | 1      | 22          | 23 سبتمبر 2013 | 14 أبريل 2014 |
|        | 2      | 22          | 30 أكتوبر 2014 | 30 أبريل 2015 |
|        | 3      | 22          | 5 نوفمبر 2015  | 19 ماي 2016   |
|        | 4      | 22          | 27 أكتوبر 2016 | 11 ماي 2017   |

## الانتقادات

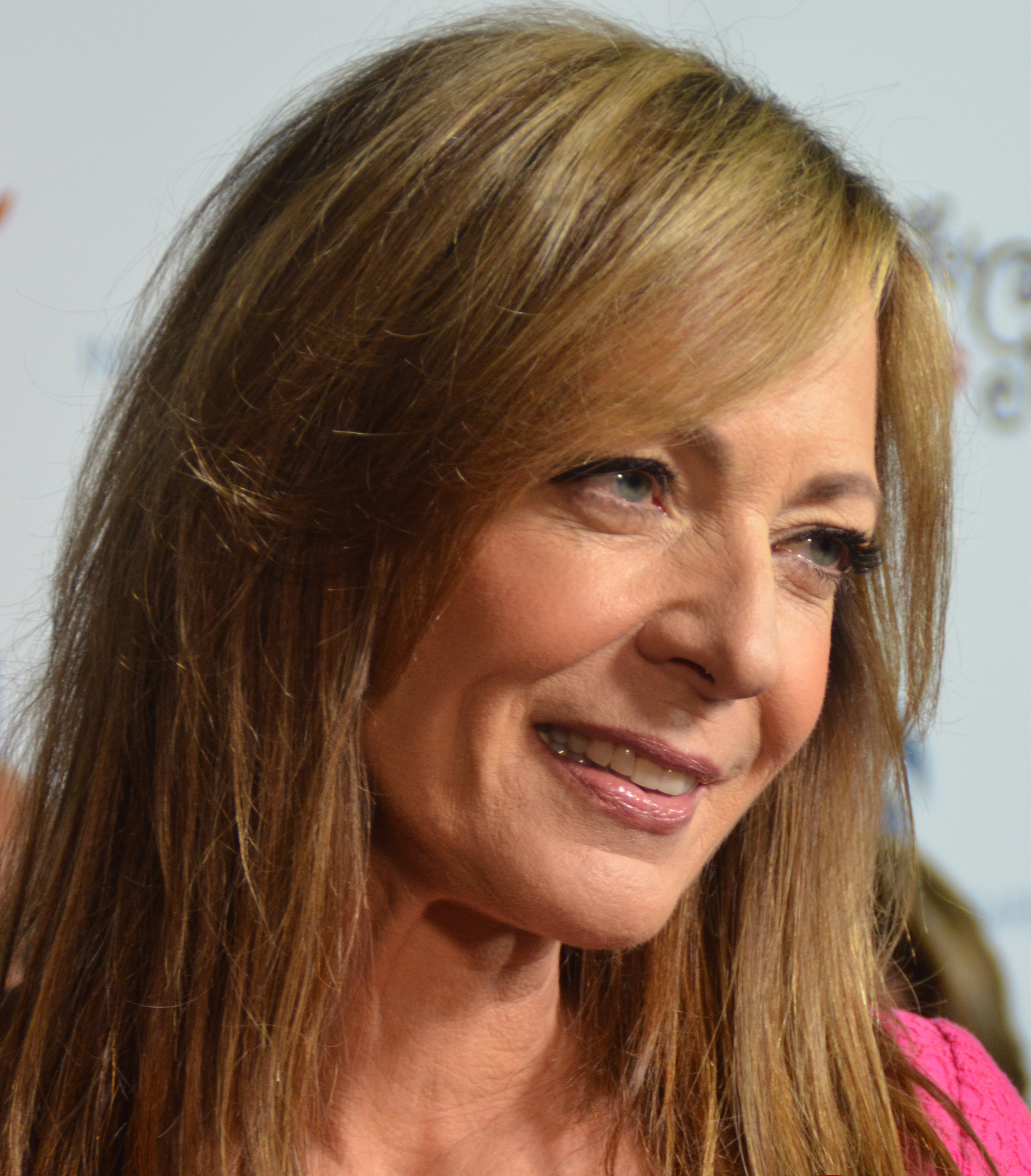
الممثلة أليسون جاني في الحفل الخيري السنوي الرابع عشر لـ Les Girls Cabaret في 6 أكتوبر 2014

حصل مسلسل أم على مجموعة من الانتقادات الإيجابية، كما تم الإشادة بدور أليسون جاني وآنا فاريس. تلقي العرض على ميتاكريتيك تقييم بلغ 65 من أصل 100 في موسمه الأول، وذلك استنادا إلى ملاحظات 25 ناقدا أما موقع الطماطم الفاسدة فقد قيم الموسم الأول بنسبة 67% بناء على 36 تصويتا، مع متوسط تصنيف بلغ 5.7 من 10. كما خلص الموقع إلى:
أما الموسم الثاني من المسلسل فقد لقي انتقادات إيجابية، حيث حصل في ميتاكريتيك على درجة 81 من أصل 100، مشيرا في الوقت ذاته إلى «إشادة الجميع». في حين حصل على تأييد 100% في موقع الطماطم الفاسدة بناء على تقييم 6 نقاد فقط، مع متوسط تقييم بلغ 8.5 من أصل 10.
الموسم الثالث كان ناجحا هو الآخر، فقد لقي مراجعات إيجابية من النقاد، خصوصا بعدما حصل على 82 من أصل 100 على ميتاكريتيك.

## البث
تم بث المسلسل لأول مرة
في أستراليا على الشبكة بتاريخ 9 أبريل 2014. كما تم بثه في نفس الوقت بكندا. أما اليونان فقد بتث قناة ستار لأول مرة السلسلة بتاريخ 25 أكتوبر 2014.
وفي المملكة المتحدة، تكلفت إي تي في 2 بعملية البث في
20 يناير 2014. بينما بتث الموسم الثاني لأول مرة في 2 مارس/آذار 2015.
كما وصل بث المسلسل إلى آسيا وذلك بعد بث قناة كوميدي سنترال الهندية للموسم الأول خلال عام 2015.

## روابط خارجية
- أم على موقع IMDb (الإنجليزية)
- أم على موقع ميتاكريتيك (الإنجليزية)
- أم على موقع روتن توميتوز (الإنجليزية)
- أم على موقع فيلمافينيتي (الإسبانية)
- أم على موقع كينوبويسك (الروسية)
- أم على موقع ألو سيني (الفرنسية)
- أم على موقع قاعدة بيانات الفيلم (الإنجليزية)